# Günselsdorf
Günselsdorf là một thị trấn ở huyện Baden trong bang Niederösterreich ở nước Áo. Đô thị này có diện tích 6,61 km², dân số năm 2001 là 1756 người.